# 필레투스 스위프트
필레투스 스위프트(Philetus Swift, 1742년 7월 4일, 영국령 아메리카 코네티컷 식민지 리치필드 카운티 켄트 ~ 1810년 8월 8일, 뉴욕주 온타리오 카운티 펠프스)은 미국의 정치인으로 뉴욕주 부지사 권한대행이다.

## 경력
- 1807 ~ 1808 제31대 미국 뉴욕 하원의원
- 1810 ~ 1815 제34·35·36·37·38대 미국 뉴욕 상원의원
- 1812 미영 전쟁 참전 중령
- 1816 ~ 1818 제40·41대 미국 뉴욕 상원의원
- 1817.02 ~ 1817.06 뉴욕 부지사 권한대행
- 1823 제46대 미국 뉴욕 하원의원

## 역대 선거 결과
| 선거명      | 직책명                | 대수 | 정당       | 득표율 | 득표수 | 결과 | 당락 |
| ----------- | --------------------- | ---- | ---------- | ------ | ------ | ---- | ---- |
| 1815년 선거 | 상원의원 (뉴욕 제1부) | 14대 | 민주공화당 | 0.77%  | 1표    | 3위  | 낙선 |